# Bastrčice
Bastrčice jsou jedna z přibližně pěti set zaniklých obcí v Jihočeském kraji. Nacházela se poblíž Drhovle na Písecku. Její pozůstatky byly objeveny během budování křižovatky R4 I/20 na Nové Hospodě v roce 2005. Zprávy o zdejší malé osadě pocházejí z let 1323, 1582 a poslední z roku 1630. Podle archeologických nálezů vznikla již v století třináctém, k roku 1490 měla pouhé čtyři chalupy. Doba zániku je datována k období třicetileté války.
V místech bývalé osady stojí od silnice viditelná výklenková kaplička, zasvěcená sv. Janu Nepomuckému a situovaná pod dvojicí vzrostlých lip. Přístup je možný po okraji pole, cesta k ní nevede.
Nejbližší obec je Třebkov – 823 m polní cestou, Drhovle je vzdálená po silnici na Strakonice 2,3 km, křižovatka silnic R4 I/20 je od kapličky vzdálená 250 m. V těchto místech (rozcestí směrů Praha – Písek – Strakonice – Plzeň) dochází k častým tragickým dopravním nehodám. Končí zde dosud nezpoplatněný úsek dálnice D4.

## Galerie

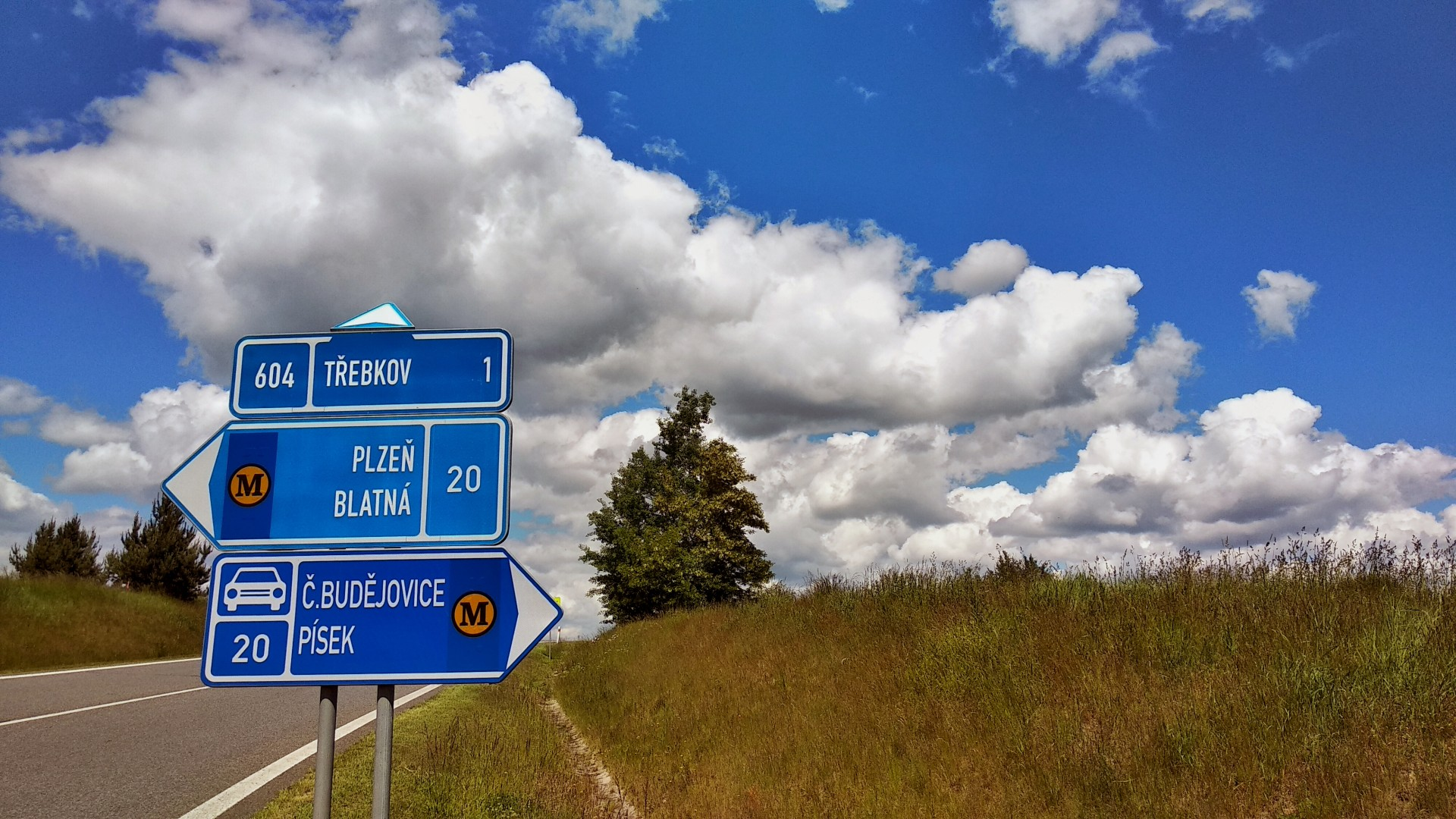
Rozcestí Nová Hospoda
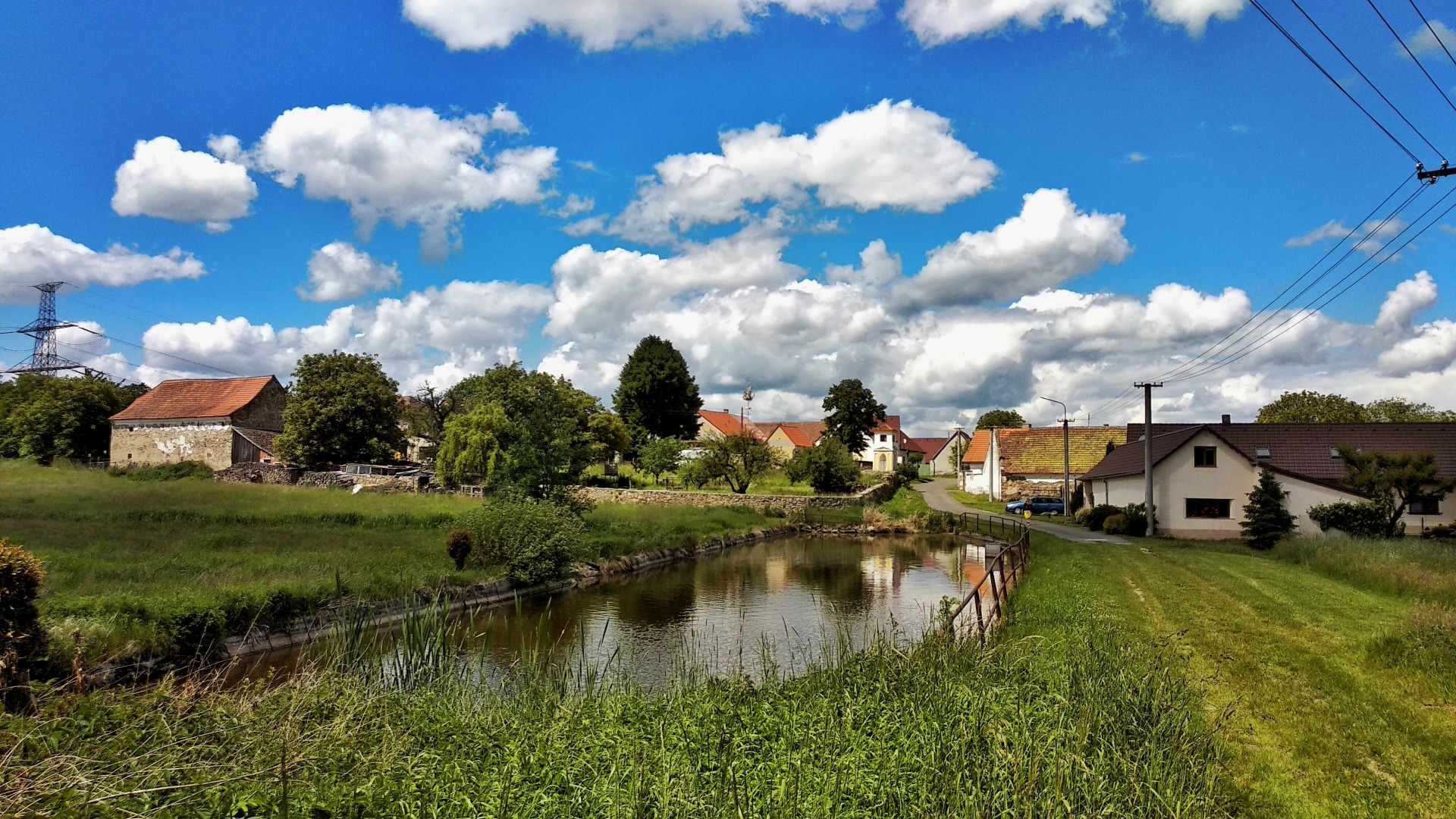
Polní cesta od nejbližší obce
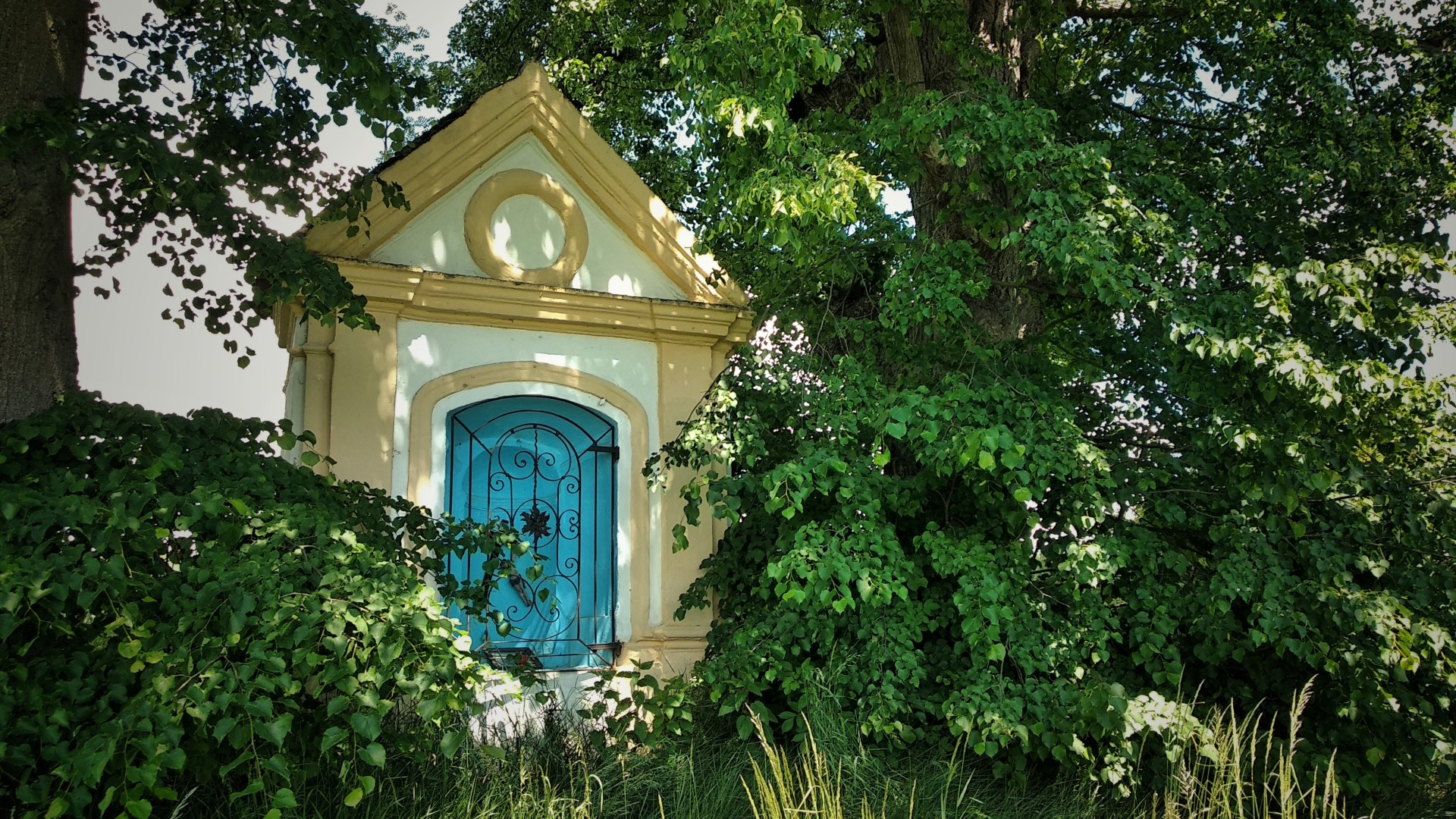
Pohled na čelo kapličky
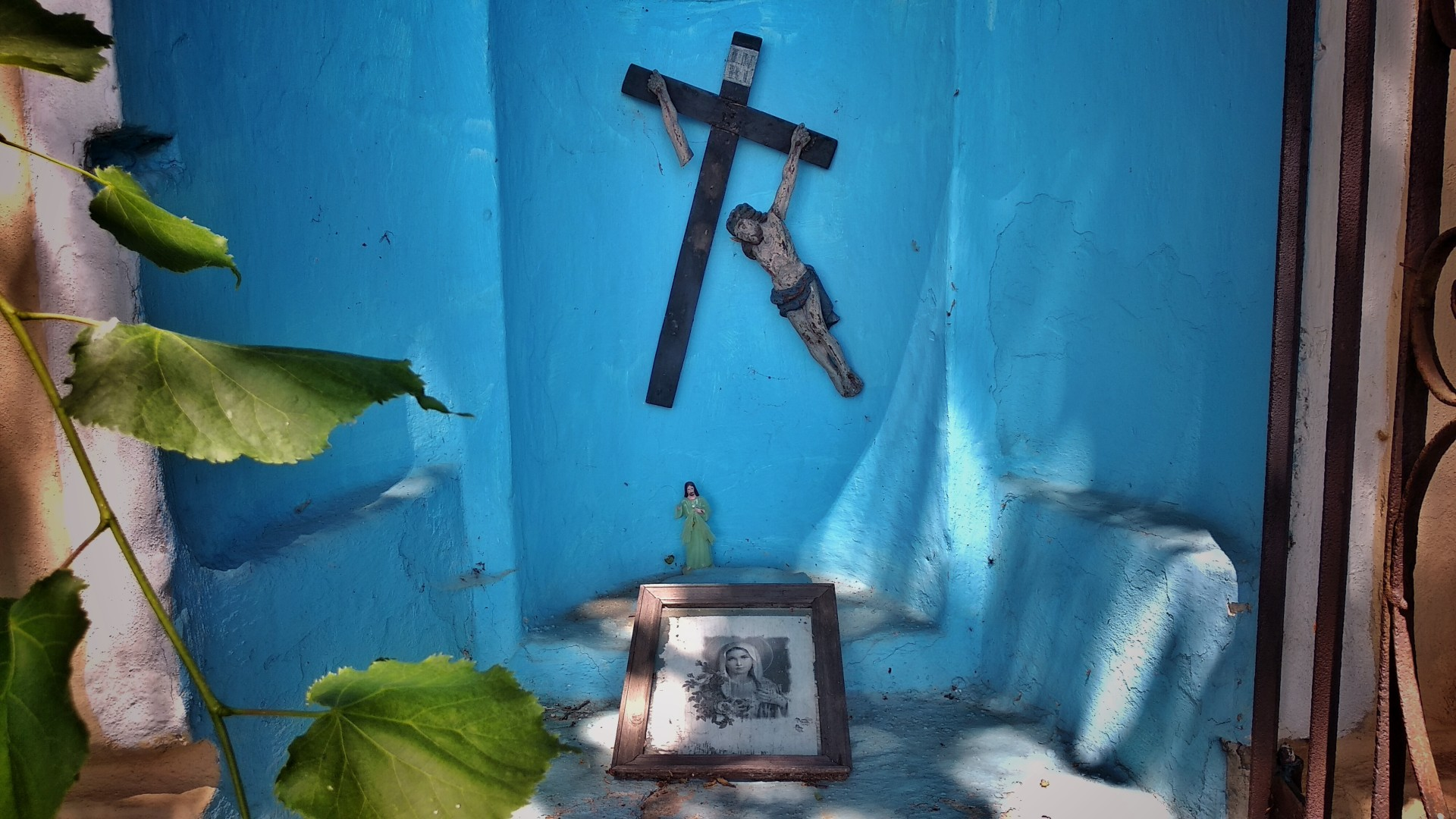
Pohled do kapličky